# كريستيان زابالا
كريستيان زابالا (بالإسبانية: Cristian Zabala) هو لاعب كرة قدم أرجنتيني في مركز الوسط، ولد في 4 مارس 1998 في مدينة سان فرانسيسكو سولانو في الأرجنتين. لعب مع كيلمس.

## وصلات خارجية
- كريستيان زابالا على موقع قاعدة بيانات كرة القدم.إي يو (الإنجليزية)
- كريستيان زابالا على موقع Soccerway.com (الإنجليزية)